# ایهور میهالاتیوک
ایهور میهالاتیوک (اوکراینی: Мигалатюк Игорь Владимирович؛ زادهٔ ۲۶ ژوئیهٔ ۱۹۷۶) بازیکن فوتبال اهل اوکراین است.